# Bettmeralp
Bettmeralp är en ort och kommun i distriktet Östlich Raron i kantonen Valais, Schweiz. Kommunen bildades den 1 januari 2014 genom att de dåvarande kommunerna Betten och Martisberg slogs ihop. Kommunen har 474 invånare (2023). I kommunen ingår orterna Betten (huvudort), Martisberg och Bettmeralp.
Orten Bettmeralp har ingen förbindelse med det allmänna vägnätet och kan bara nås med linbana.

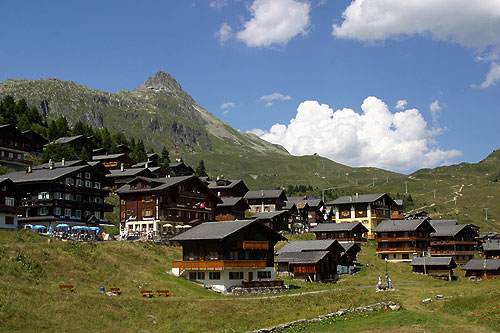
Orten Bettmeralp.